# Кейп-Джірардо (округ, Міссурі)
Шаблон:StateAbbr_ 37°23′ пн. ш. 89°41′ зх. д. / 37.38° пн. ш. 89.68° зх. д.
Округ  Кейп-Джірардо (англ. Cape Girardeau County) — округ (графство) у штаті Міссурі, США. Ідентифікатор округу 29031.

## Історія
Округ утворений 1812 року.

## Демографія
За даними перепису 
2000 року 
загальне населення округу становило 68693 осіб, зокрема міського населення було 46626, а сільського — 22067.
Серед мешканців округу чоловіків було 33132, а жінок — 35561. В окрузі було 26980 домогосподарств, 17941 родин, які мешкали в 29434 будинках.
Середній розмір родини становив 2,96.
Віковий розподіл населення поданий у таблиці:
| Стать    | До 15 років | 15-21 | 22-29 | 30-39 | 40-49 | 50-65 | 65-85 | Понад 85 |
| -------- | ----------- | ----- | ----- | ----- | ----- | ----- | ----- | -------- |
| Чоловіки | 6793        | 4144  | 4001  | 4646  | 4995  | 4767  | 3396  | 390      |
| Жінки    | 6541        | 4476  | 3858  | 4703  | 5197  | 5112  | 4698  | 976      |

## Суміжні округи
- Юніон, Іллінойс — північний схід (за Міссісіпі)
- Александер, Іллінойс — схід (за Міссісіпі)
- Скотт — південний схід
- Стоддард — південь
- Боллінджер — захід
- Перрі — північний захід

## Виноски
1. ↑  U.S. Decennial Census. United States Census Bureau. Архів оригіналу за 26 квітня 2015. Процитовано 14 листопада 2014.
2. ↑  Historical Census Browser. University of Virginia Library. Архів оригіналу за 11 серпня 2012. Процитовано 14 листопада 2014.
3. ↑  Population of Counties by Decennial Census: 1900 to 1990. United States Census Bureau. Архів оригіналу за 3 грудня 2014. Процитовано 14 листопада 2014.
4. ↑  Census 2000 PHC-T-4. Ranking Tables for Counties: 1990 and 2000 (PDF). United States Census Bureau. Архів оригіналу (PDF) за 18 грудня 2014. Процитовано 14 листопада 2014.
5. ↑  State & County QuickFacts. United States Census Bureau. Архів оригіналу за 5 листопада 2015. Процитовано 7 вересня 2013.(англ.) Наведено за англійською вікіпедією.
6. ↑  American FactFinder. Бюро перепису населення США. Архів оригіналу за 29 липня 2011. Процитовано 31 січня 2008.

| США | Це незавершена стаття з географії США. Ви можете допомогти проєкту, виправивши або дописавши її. |